# ظاهرة قن

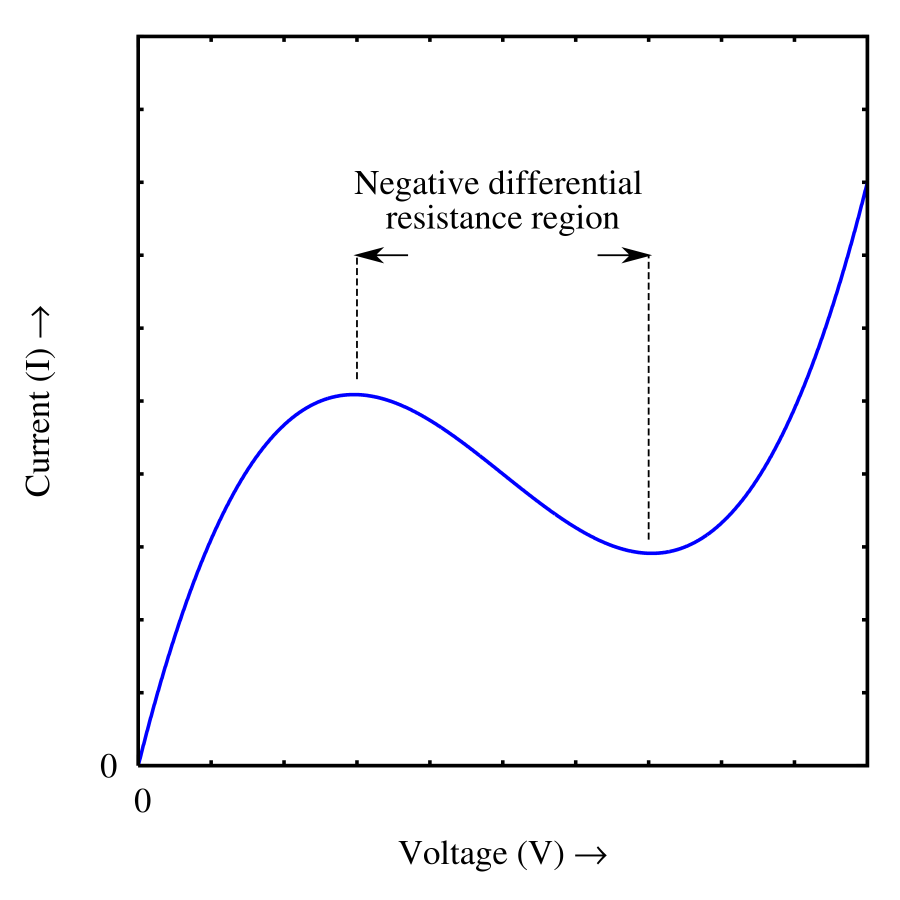
رسمة الجهد بالنسبة للتيار و يظهر منطقة المقاومة السالبة

سميت الظاهرة تيمنا بجون قن, و توجد هذه الظاهرة في عدد من مركبات III-V مثل GaAs و InP و CdTe و InAs. حينما تعلو قيمة المجال الكهربائي الناشئ من الجهد المسلط عن حد معين يناهز 3.3 KV/cm تنتقل الإلكترونات من صعيد منخفض الطاقة\عالي السرعة إلى صعيد عالي الطاقة\منخفض السرعة. حينها ينتكس الوضع, فتنخفض قيمة التيار الكهربائي العابر بسبب بطئ الإلكترونات بينما لا يزال الجهد الكهربائي في تصاعد. عند هذه المرحلة, يتولد ما يسمى بالمقاومة السالبة, لإن التيار ينخفض رغم زيادة الجهد على عكس ما يحدث في الحالة السائدة. لكن عند مواصلة زيادة الجهد يبدأ التيار يزداد بزيادة الجهد واضعا حدا للمقاومة السالبة.
تتسبب المقاومة السالبة في عدم استقرار الدائرة لكنها هي المسؤولة عن توليد الموجات الكهرومغناطيسية ما يحتم أن تكون نقطة تشغيل الثنائي في قلب المنطقة السالبة الموسومة في الرسم الجانبي, لكن عندما يكون المجال الكهربائي أقل من الحد المطلوب يعمل الثنائي كمقاومة عادية «موجبة». و عندما يساوي الحد المطلوب فإن المقاومة تكون صفر و عندما يتجاوزه تصبح المقاومة سالبة. و كما يظهر في الرسم فإن حركة الإلكترونات غير خطية مع الجهد, ما يمّكن الإلكترون من اكتساب قيمتين مختلفتين للمجال الكهربائي المسلط عليه تقتضي قيمتين مختلفتين للموصلية عند نفس السرعة الانجرافية و لهذا يعد الثنائي فب حالة عدم استقرار.
و بما أن المقاومة السلبية ليست خصلة جوهرية لدى المادة, و إنما هي تعبير عن فرق التيار بالنسبة للجهد, فإن التسمية الدقيقة لها هي المقاومة الفرقية السالبة.